# Sven Erixson

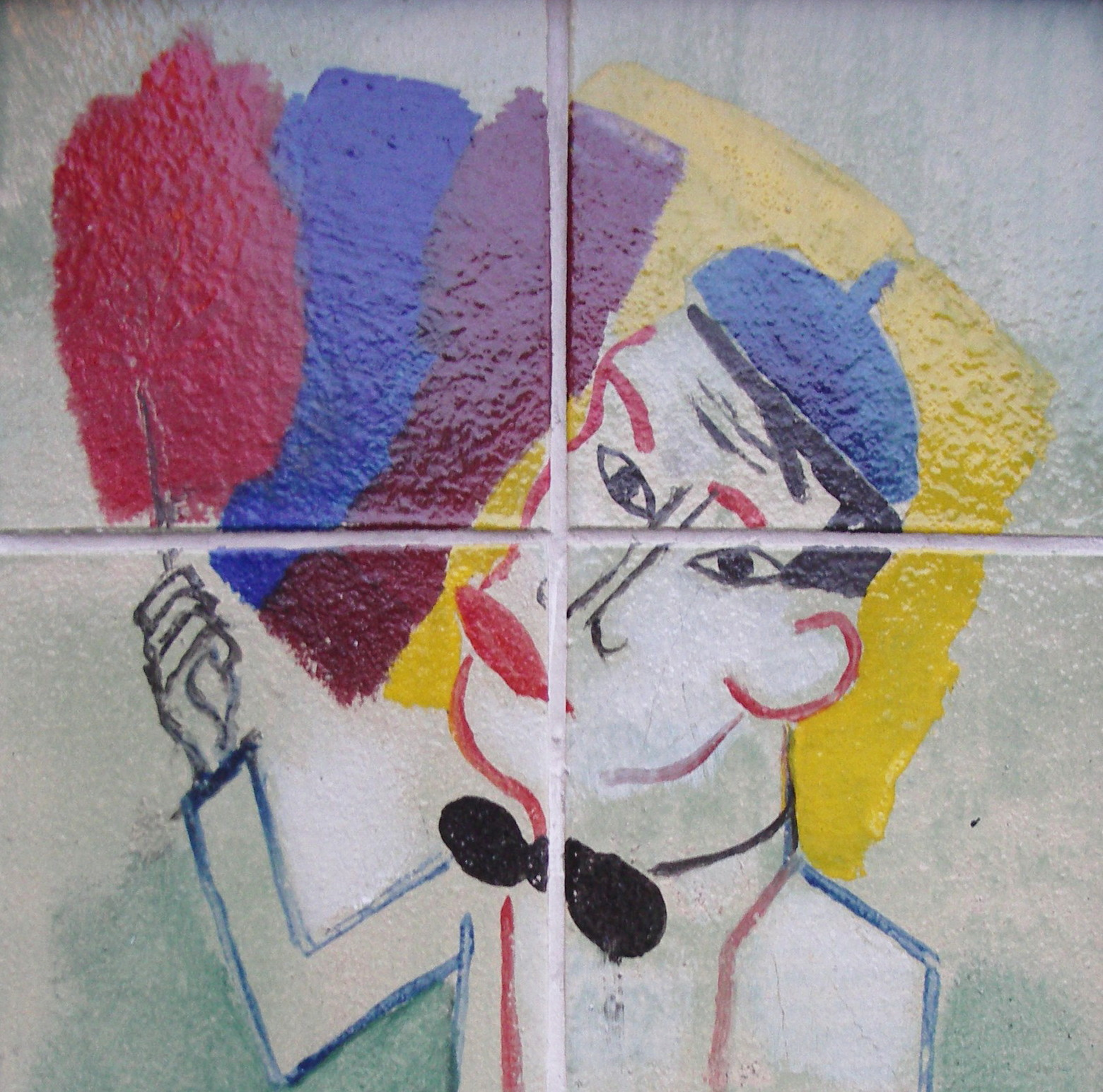
Porträtt av X:et, gjort av Acke Oldenburg, målade klinkerplattor på husfasad i Huddinge centrum.

Sven Leonard "X:et" Erixson, född 23 november 1899 i Tumba i Botkyrka församling, död 17 maj 1970 i Saltsjöbaden, var en konstnär inom modernt svenskt måleri och grafik.

## Biografi

### Uppväxt
Sven Erixson var son till handlanden Alfred Eriksson och Mathilda Eriksson. Han växte upp i Tumba söder om Stockholm, ett pittoreskt och idylliskt nybyggarsamhälle kring järnvägsstationen. Här bland oregelbunden bebyggelse och snickarglädje finner man motiven till hans tidigaste produktion där han med inlevelse skildrar det honom mest närstående, primitivt och naivt, med en uppfriskande direkthet. Fadern drev en speceriaffär i ett stenhus på Bryggerivägen i Tumba, där sonen innan han började sin målargärning försökte biträda familjeverksamheten.
Som konstnär gick Sven Erixson den långa vägen. Han började som målarlärling hos målarmästaren Oscar Strömblad vid 14 års ålder som även såg till att han kom att studera dekorationsmåleri för Per Malmén, Oscar Brandtberg och Filip Månsson vid Tekniska aftonskolan (Konstfack). Han utbildade sig därefter till teckningslärare vid Högre konstindustriella skolan fram till 1920. Han hade bara ett kort vikariat i det yrket, utan försörjde sig istället på arbete bland annat hos konservator Allan Norblad vid renoveringen av S:t Göransgruppen i Storkyrkan 1919 och i Filip Månssons dekorationsfirma, en anställning som i perioder varade till 1928.

### 1920-tal: Resor och debut
Erixsons utbildning fortsatte med studieresor till München och utställningen av konsthantverk 1922. I Bayerisches Nationalmuseum kopierade och tecknade han hela den sommaren. Utställningslivet var i München livligt och här mötte han Paul Klee som blev en stor upplevelse, medan de tyska expressionisterna intresserade honom mindre. Betydligt mera tilltalades han av något äldre måleri som Lovis Corinth, Gustav Klimt och Egon Schiele. Av det gamla måleriet var det El Greco som gjorde det mäktigaste intrycket.
1922–1923 studerade han dekorationsmålning för Olle Hjortzberg vid Konstakademien i Stockholm, och kom därefter att sakta söka sig mot ett friare måleri. 1924 begav sig X-et tillsammans med sin vän Sven Hempel på en studieresa till Frankrike och Italien, som han genom stipendier från Svenska slöjdföreningen fått möjlighet att göra. Här tog konstproduktionen fart och en rad nu berömda verk tillkom i Florens och i Pesaro; hans konstnärliga mognad, känslan för tidlösa kvaliteter, man skulle kunna säga hans upptäckt av konstens egenart, fick här ett ungdomligt entusiastiskt uttryck. Hemkommen året därpå ställde han ut i Göteborgs konsthall utställningen "Fri konst", tillsammans med Carl Alexanderson, Martin Emond, Rudolf Persson, och Sven Hempel. Målarna visade en stark förkärlek för det primitiva och direkt folkliga; de avstod från allt som kunde verka avsiktligt elegant eller alltför drivet – som tidens måleri uppvisade – och deras palett var oftast begränsad till jordfärgerna. Mottagandet blev ljummet och besvikelsen stor hos konstnärsvännerna, men året därpå utvidgades gruppen som tog namnet "Nio Unga". Gruppen fick ställa ut på Liljevalchs konsthall i maj 1926 och Erixson hade två hela salar till sitt förfogande och hans kollektion omfattade i katalogen 84 nummer i olja, gouache och akvarell. Kritiken blev nu mer entusiastisk och mest uppmärksamhet fick X:ets måleri med starka kopplingar till Hilding Linnqvist, och även Nils Dardels och Gösta Sandels måleri.  
Under detta decennium var Paris den ständiga anhalten på vägen ut och hem, men åtskilliga tavlor speglar intryck från andra orter ute i Europa: 1924 Neapel, Rom, Venedig, Assisi och Pesaro. Med ett nytt stipendium från Svenska slöjdföreningen reste Erixson från Stockholm ner mot Spanien i mitten av november 1927. Den färden gick via Paris där han träffade konstnärsvännerna Gustav Bergström och Stig Blomberg och tillsammans upptäckte de staden. Han for ensam vidare till Spanien och Madrid i december 1927, där han påverkades mycket av konstnären Goyas verk. I många av hans senare arbeten finns Goya närvarande; X:et blev liksom sin läromästare skicklig på att sammansmälta reala och symboliska element. Efter Madrid gick resan vidare till Toledo, Sevilla, Granada för att på nyårsafton anlända till Valencia, där han stannade en hel månad. I Valencia lärde han känna direktören för Svenska Banankompaniets importavdelning, Gottfrid Torbjörnsson och genom hans försorg fick han uppleva den berömda ”Huertan”, slätten runt Valencia och stifta bekantskap med apelsinpackhusen.
1928 blev på flera sätt ett märkesår för X:et. Han fick genom Esther Lindahls stipendium, som han behöll under två år, möjlighet att resa mer än förr, och han gifte sig 17 november med Ingeborg (Bojan) Gustafsson – som han träffat ett år tidigare. Hustruns bild förekommer ofta i Erixsons måleri, både som direkt porträtt och som drömbild och fantasi. När han flyttade från föräldrahemmet i Tumba till parets första hem på Dalagatan i Stockholm 1928 var det också ett bevis på att han nu kunde försörja sig som fri konstnär. Samma år blev han genom Fritz Reutersvärd introducerad för direktör Gösta Olson i Svensk-franska konstgalleriet och slöt ett kontrakt på ett år med galleriet. I oktober hade han sin första utställning där. Hans medutställare var Lars Boëthius och skulptören Thorwald Alef. Utställningen blev redan vid öppnandet livligt uppmärksammad, kritiken var positiv och ett stort antal konstverk såldes.

### 1930-talet: Familjen utökas, nya hem och resmål
Åren 1931–1934 hade Sven X:et Erixson sin bostad och ateljé på Urvädersgränd 9 på Södermalm. Hit kom Harry Martinson ofta under sina vistelser i Stockholm. Inge Schiöler hörde också till kretsen; han hyrde ateljé i samma hus som X-et. Bror Hjorth, Gideon Börje och Otte Sköld bland målarna, Ivar Lo-Johansson, gruppen "Fem unga", Eyvind Johnson med flera bland författarna skulle periodvis samlas i detta konstnärskvarter. Med konstnärsgruppen Färg och Forms bildande 1932 vidgades intressekretsen, där X:et tillhörde dess primitivistiska falang. Utom X:et kom Albin Amelin, Martin Emond, Eric Hallström, Hilding Linnqvist, Axel Nilsson, Knut Gruva och Gunnar Svenson med i den första uppsättningen "färg-och-formare". Från ateljén på Urvädersgränd hade han en vidsträckt vy över Slussen, Gamla stan och delar av Södermalm. X:et förevigade utsikten i ett flertal målningar. Ingeborg Erixson har i sin delvis självbiografiska bok om maken beskrivit hur förtjust han var över att få flytta in i lägenheten. Hon skriver: "Sven hade genast funnit sin motivkrets. Där fanns 'utsikten' Stockholm under våra fötter, Marabouskylten och vid sidan Hotell och restaurang Pelikan, ett omtyckt näringsställe som senare revs men utgjorde ett markant inslag i dåtidens Slussen. /.../ Den gamla Katarinahissens svarta stålskelett var också den ett omtyckt motiv med utblick över Skeppsbron till Skeppsholmen och Gröna Lund skymta i förbifarten." Slussbilderna är först och sist måleri, i ordets egentliga bemärkelse. Redogörelsen för fakta kom i andra hand. X:et var dessutom romantikern och lyrikern som hörde ett slags livsglädjens näktergalsflöjtande även i fabriksvisslan. Kärlekspar tryckte i skymningen vid Katarinahissens krumma järnskelett och nere i slusskarusellen flöt trafikströmmen fram som livets egen pulserande aorta.  Man kan i alla X:ets 1930-talsbilder från Stockholm finna att det är livsrytmen i staden som är hans egentliga motiv. I den essä om X:et som ingår i den 1955 utgivna planschverksmappen har Erik Blomberg formulerat sin uppfattning:
"X-ets spontanitet å ena sidan, hans vitalitet och generositet å den andra har förhindrat honom att abstrahera verkligheten till ett system av geometriska figurer. Han har gått en annan väg, att i själva livsrytmen fånga och framhäva de element som bär den framåt, som skapar helheten. Hans intresse för de moderna transportmedlen som dekorativa inslag hör samman med denna tidens stegrande rytm och puls. Men han låter aldrig mekaniseringen ta överhand. Människan försvinner inte ur bilden. Det är hon som sätter i gång det virvlande cykelhjulet, det är hon som förvandlar vattenstrålen till en rotation av regnbågsfärger."
Under 1930-talets sista år målade han tidsbilder, i vilka han med våldsam lidelse stämplade de onda förebuden till andra världskriget. Ariska stövlar trampade hårt i hans blommande trädgårdar, och mot våldsdåden i Spanien målade han tavlor som utgör den svenska motsvarigheten till Picassos "Guernica". Men medkännandet och solidariteten gäller inte bara människorna. Det gäller även i hög grad miljön. Genom X:ets hela verksamhet lyser en kontinuerlig återglans av skiftningarna i naturen som ett växelspel i hans eget väsen.
År 1934 flyttade X:et till Bastugatan 15, där familjen stannade till 1939, då man köpte en villa i Tattby i Saltsjöbaden. Det behövdes mer utrymme eftersom familjen utökats; sonen Sverre föddes 1932 och dottern Irma fem år senare. Barnen och deras värld speglades flitigt i Sven Erixsons målningar. I början av 1930-talet ägnade X:et mycken tid i Paris, men han hann också återse München och besöka nya miljöer: 1930 Venedig, Dubrovnik, Mlini och Dalmatien, Montenegro, Mondsee, Sarajevo, Wien och Salzburg; 1931 gjorde han första resan till Norge (Oslo och Telemarken), som han sedan återkom till 1934 och 1935 (Lofoten). Längre resor blev det också i mitten av decenniet, 1935 till Spanien och Marocko och 1936 till Portugal. Erixson blev under 1930-talet mer naturalistisk, vilket man märker det i hans storslagna tolkningar av norrländsk natur. "Ångermanälven vid Forsmo" skildrar han heroiskt i stil med Helmer Osslund och Martin Åberg, sin romantik sparar han för dukar som "En spelmans jordafärd", målad i Paris under intrycket av Dan Anderssons poesi. Resorna satte sina spår i de större verk som X:et satsade på under 1930-talet, exempelvis den stora målningen "Nils Holgersson" i Olovslundsskolan i Bromma (1934–1935) samt "Melodier vid älven" och "Melodier vid torget", båda prisbelönta förslag 1936 för utsmyckning av Göteborgs konserthus, där den sistnämnda utfördes som gobeläng av Barbro Nilsson och hennes vävare 1937–1939. Strax före 1940 tillkom fresken i Heliga Korsets kapell på Skogskyrkogården, där han med avklarat lugn berättar om den dödes färd över havet mot solen, det är tillvarons kosmiska storhet som tonar oss tillmötes. Han "har en utomordentlig förmåga att suggerera en stämning som till sist kommer ur hans egen vitalitet, hans obändiga livsdyrkan. Människan är för honom endast en del av det stora naturundret med all dess grymhet och glädje, en växt som blommar och vissnar bland alla de andra i den yviga kretsgången liv – död – liv" (Erik Blomberg).

### 1940-talet: Professur, Söndrum, Konstfrämjandet
X:et inledde 1940-talet med tre perioder av beredskapstjänst 1941–1942. Närheten till kriget satte också spår i hans konst på andra sätt, till exempel i målningar på temat flykten över fjället från Norge och vid den med taggtråd spärrade kusten i halländska Söndrum. Där fann målaren från sommaren 1944 och många år framåt en motivrik miljö. Dessutom blev han inspirerad av kontakter med andra konstnärer i den informella Söndrumskolonin, där medlemmarna från den surrealistiska Halmstadgruppen stod i centrum. Sven Jonson och bröderna Olson i Halmstad hade här vid havet sina viktiga replipunkter. Waldemar Lorentzon bodde också i närheten och från Haverdalsområdet kom Esaias Thorén. Tidvis var även Stellan Mörner på plats. Det gamla övergivna stenbrottet i Söndrum var en ögonfägnad inte blott för dessa surrealister utan också X:et blev helhjärtat betagen.
Som professor i måleri vid Kungliga Konsthögskolan 1943–1953 kom X:et också i närkontakt med en ny generation inriktad på abstrakt måleri, vilket påverkade läraren. Bland eleverna fanns Jörgen Fogelquist, Karl Axel Pehrson, Torsten Rehnqvist och Lennart Rodhe samt Olle Gill. Där efterträdde han en annan bländande kolorist, Isaac Grünewald. Denne var ständigt målarnas egna stora inspirationskälla fram till världskriget, sedan tog X:et över favoritskapet. De två var kanske inte de såtaste vänner; Grünewald kallade X:et för primitiv och vulgär och X:et avskydde Grünewalds bundenhet till Cézanne-Matisse-Picassos franska modeströmningar. Men publiken älskade dem båda. Under detta decennium nådde X:ets konst en bredare publik, sedan han 1947 engagerats av Konstfrämjandet, som förmedlade 68 av hans totalt 165 grafiska utgåvor.

### 1950-talet: De stora teaterarbetena och nya resor
År 1950 valdes Sven Erixson till svensk representant vid Venedigbiennalen, men i övrigt präglas konstnärens 1950-tal mycket av teatern. Här syntes ett bildorganiserande och regiaktigt drag komma in i hans annars så spontant ögonblicksfångande bildgestaltning. Korta resor till Sydfrankrike 1950 avsatte några spår i verken, men mer tid för resor fick han först sedan han 1953 lämnat professuren vid Konstakademien.
Från hösten 1953 till senvåren 1954 målade han i Italien (bland annat i Certaldo i Toscana och i Gela på Sicilien), Frankrike och besökte Afrika (Tetuan i Marocko). Också hösten 1959 var han ute på en längre utlandsresa, som gick via Madrid och Sevilla till Kanarieöarna. Sommarvistelserna i Söndrum och Hälsingland satte som tidigare spår i hans verk, och från sin nya ateljé vid Brunkebergstorg i Klara såg han nya vyer över Stockholm. Erixson blev 1958  hedersledamot vid Södermanlands-Nerikes nation och skänkte flera tavlor och målningar till nationen.

### 1960-talet: De sista åren, återblickar och sjukdom
1960-talet inleddes och avslutades med två retrospektiva utställningar med de främsta av Sven Erixsons verk: 1961 på Liljevalchs och 1969–1970 på Moderna Museet. Vid utställningen på Liljevalchs 1961 visades ett stort antal verk från samma år som vittnade om en nästan febril lust att fånga de säregnaste figurationer och färger.  
I sin anmälan av Liljevalchsutställningen 1961 använde Ulf Linde rubriken "X-ets lustgård" (som senare blev titeln till Lindes verk om X:et) och motiverade den så här:
| ”           | Sven Erixsons konst är ett stort skred av lust. Han är en hejdlös målare, oregerlig - han använder allt, liknar alla och ingen, han är än lyrisk, än burlesk, än öm, än burdus. Det står en dunst av jord runt honom. Han frustar som Fridolin. /.../ Det är när omvärlden tänder honom, när det tar eld i hans beck och kåda, som X-et kan måla. Han kan bli rusig av sinnesintryck, och då kväller färgen fram. Men resultatet blir inte bara ett fräckt rumsterande. Det som kommer fram tydligare på Liljevalchsutställningen än någonsin förr är en precision som finns i X-ets konst; en sensibilitet inför de flyktigaste och lättast förbisedda skeendena i en verklighet. Hur han registrerar! /.../ För mig är det denna sensibilitet, denna uppmärksamhet, som ter sig som det mest vitala hos Sven Erixson. Det är hans förmåga att se som gör hans bildberättelser så övertygande - och hans förmåga att ständigt uppfinna nya tecken för det som rört hans känslighet. För han är en stor uppfinnare - mycket större än jag anade före den här utställningen. Och kanske är det hans förmåga att med till synes grova och onyanserade medel uttrycka det nästan ogripbara som ger hans konst dess innersta intensitet. De verkligt grova bilderna - ty sådana har han också målat - är de där han ingenting uppfunnit för att visa vad han har sett. Det sedda spelar en huvudroll i hans verk; det driver honom att uppfinna. | „ |
| – Ulf Linde | |   |

En långresa till Bangkok, Thailand och Japan 1962 samt semester i Bulgarien 1963 öppnade nya vyer för X:et. Sven Erixson fjättrades 1964 för en lång tid till sjukbädden efter ett slaganfall, från vilket han dock etappvis arbetat sig upp. Konvalescensen efter sin sjukdom 1964 tillbringade han bland annat i Söndrum och på Kanarieöarna, och efter de första trevande försöken att greppa färgpennor och penslar återvann han så småningom skaparkraften. Hans experimentlust resulterade i åtskilliga målningar på smörpapper 1966–1969. Under sina sista år återgav han i en serie akvareller minnen från de färgstarka målarkamraterna under lärlingstiden hos Oscar Strömblad i Tumba 1913.
Sven X:et Erixson avled 1970 och begravdes på Skogsö kyrkogård i Saltsjöbaden. Bojan fick leva i ytterligare 23 år.

## Teaterdekoratör

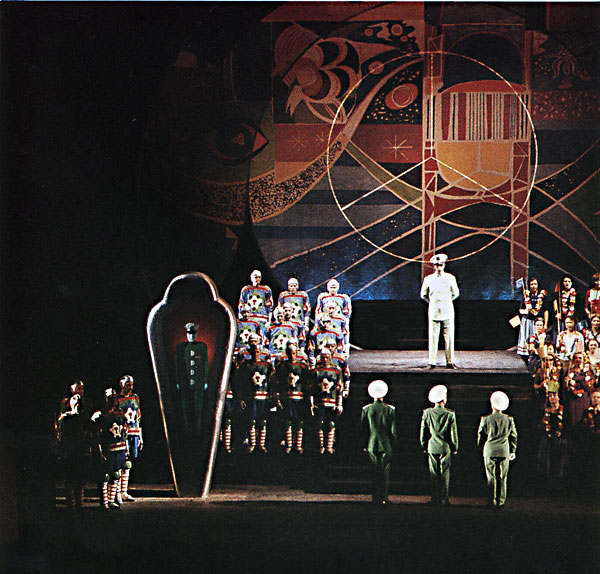
Premiäruppsättningen av operan Aniara på Kungliga Operan 1959 med dekor av Sven Erixson.

Under 1940-talet fick X:et en ny uppgift som skapare av dekor och dräkter för teatern. Debuten i den genren gällde Elddonet, som Ingmar Bergman 1941 satte upp på Medborgarhusets barnteater. Sedan följde dekor för Blodsbröllop, Richard III och De vises sten på Dramaten samt Yerma i Malmö och Köpenhamn. 
När Sven Erixson just avslutat dekor- och kostymskisser för uppsättningar på Dramaten och Kungliga Operan – Don Perlimplins kärlek till Belisa respektive Fröken Julie – inbjöds han 1951 att tävla om utsmyckningen av foajén på Uppsala Stadsteater. Där skapade han 1952–1953 i freskotekniken stucco lustro, som krävde att målaren arbetade snabbt, en rad delmotiv, vilka "återuppförde" scener från delar av hans verk för scenen. Parallellt med detta gjorde han dekor för Romeo och Julia på Dramaten, och följande år för Carmen och Wozzeck på Operan. Mest uppmärksamhet väckte hans arbete för rymdoperan Aniara, som första gången sattes upp 1959. Där sattes två år senare punkt för X:ets teaterdekor med Don Juan. Samtidigt fullbordade han en emaljmålning med teatermotiv för Stockholms stads psykiatriska barna- och ungdomsvård (PBU) på Kungsholmen.
Erixson finns representerad vid bland annat Göteborgs konstmuseum, Moderna Museet, Kalmar Konstmuseum, Örebro läns museum, Norrköpings konstmuseum, Nationalmuseum i Stockholm, Malmö museum, Örebro läns landsting och Victoria and Albert Museum.

## Offentliga verk (i urval)
- Melodier vid älven, oljemålning, 158 x 200 cm, Göteborgs konserthus, 1935
- Freskerna Liv-död-liv och Årstiderna i Heliga korsets kapell på Skogskyrkogården i Stockholm, 1938–1940
- Glasmålningen Källan, floden, havet i Sankta Gertruds kapell i Malmö krematorium, 1939–1943
- Gobelängen Två himlar i krematoriet i Borås, 1944
- Gobelängen Hamnen i Lissabon i Halmstads Folkets hus, 1946–1967
- Gobelängen Frescomålaren, 1947
- Fresk i Huddinge kommunalhus, 1948–1949
- Gobelängen Uppståndelsen och Kristi pinas historia i Sankt Petri kyrka i Klippan, 1965
- Skulptörens gård (Walter Bengtssons ateljé Bastaskär i Grötvik), 1968
- Vinterbäck, 1969.

## Teater

### Scenografi och kostym (ej komplett)
| År   | Produktion                   | Upphovsmän            | Regi        | Teater   | Noter      |
| ---- | ---------------------------- | --------------------- | ----------- | -------- | ---------- |
| 1944 | Blodsbröllop Bodas de sangre | Federico Garcia Lorca | Alf Sjöberg | Dramaten | Scenografi |